# Ischnus rhomboidalis
Ischnus rhomboidalis är en stekelart som först beskrevs av Walsh 1873.  Ischnus rhomboidalis ingår i släktet Ischnus och familjen brokparasitsteklar. Inga underarter finns listade i Catalogue of Life.